# Amalie Materna
Amalie Materna, ur. jako Amalia, później Amalie Friedrich-Materna (ur. 10 lipca 1847 w Sankt Georgen an der Stiefing w Styrii, zm. 18 stycznia 1918 w Wiedniu) – austriacka sopranistka operowa. Uznana interpretatorka Richarda Wagnera, pierwsza wykonawczyni roli Kundry w misterium scenicznym Parsifal oraz Brunhilda w pierwszym kompletnym wykonaniu cyklu Pierścień Nibelunga podczas pierwszego Festiwalu w Bayreuth w 1876 roku.

## Życie prywatne
Córka szkolnego nauczyciela, wcześnie rozpoczęła kształcenie muzyczne i odznaczając się ładnym głosem już w wieku 9 lat śpiewała w miejscowym kościele. Po śmierci ojca trafiła pod opiekę starszego brata, nauczyciela w styryjskiej wsi Sankt Peter. Brat starał się dla Amalii o wiedeńskiego nauczyciela śpiewu, z którego jednak z powodu wysokiego honorarium musiano zrezygnować. Ostatecznie Amalia przeniosła się do Grazu, gdzie pobierała naukę. W 1865 roku poślubiła aktora Karla Friedricha, z którym pracowała w Grazu i wiedeńskim Carltheater.

## Kariera
Po nauce w szkole muzycznej w Grazu znalazła angaż w teatrze Thalia. Zadebiutowała tam w 1864 roku jako subretka w Junakach (Flotte Bursche) Franza von Suppé, by po dwóch latach przenieść się do wiedeńskiego Carltheater. Po dalszej nauce śpiewu u Essera i Kocha, w 1869 roku została przez Franza von Dingelstedta zaangażowana w Operze Wiedeńskiej i zadebiutowała tam w roli Seliki w Afrykance Giacomo Meyerbeera. Zyskawszy duże uznanie, Materna występowała na deskach opery wiedeńskiej przez kolejne 25 lat.

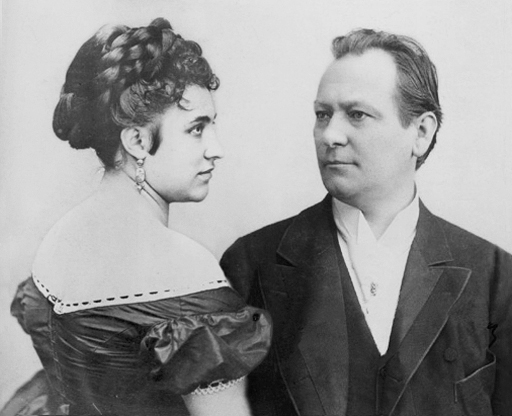
Materna z H. Winkelmannem podczas wiedeńskiej premiery Tristana i Izoldy

Wykonywała m.in. rolę Amneris w pierwszym wiedeńskim wykonaniu Aidy Verdiego w 1874 roku i zdobyła ogromną popularność tytułową rolą, grając w pierwszym wykonaniu opery Károlya Goldmarka Królowa Saby 10 marca 1875 roku. Śpiewała również jako Ortrud w Lohengrinie, Leonora w Fildeliu, Donna Anna w Don Giovannim oraz w roli tytułowej w Armidzie Rossiniego.
Występowała gościnnie na deskach innych oper m.in. w Niemczech, Anglii i USA. W 1884 roku razem z kolegami scenicznymi Hermannem Winkelmannem i Emilem Scarią odbyła tournée z koncertami Wagnerowskimi w USA, a w sezonie 1884/1885 osiągnęła dużą popularność na scenie nowojorskiej Metropolitan Opera, w Wagnerowskich rolach Elżbiety w Tannhäuserze i tytułowej Walkirii oraz w rolach Racheli w Żydówce Halévy’ego i Valentine w Hugenotach Meyerbeera.

### Opera Wagnerowska

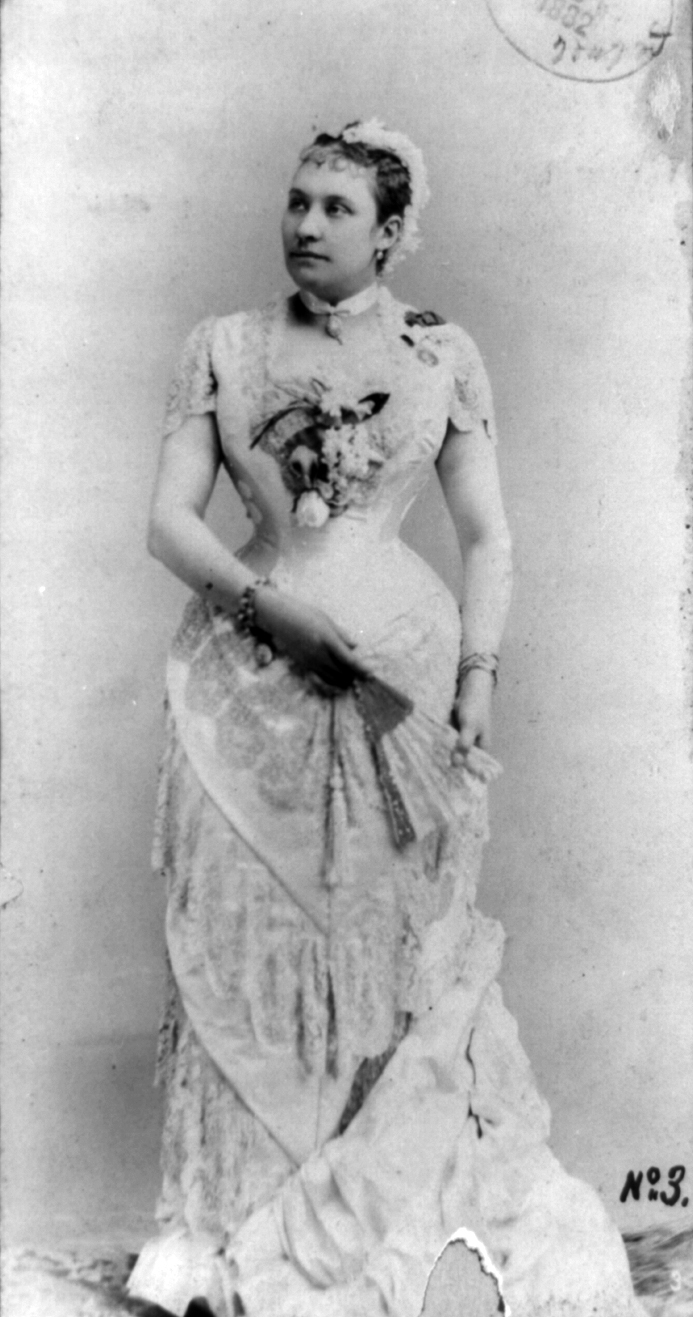
Amalie Materna

Richard Wagner, usłyszawszy ją wykonującą fragment roli Brunhildy miał zakrzyknąć „Znalazłem swoją Brunhildę, przyjmuję ją od Ciebie z wdzięcznością i jestem dumny znalazłszy ją w Wiedniu!”. W sierpniu 1876 roku Materna wystąpiła w tytułowej roli Walkirii pod kierunkiem samego kompozytora, podczas pierwszego kompletnego wykonania tetralogii Pierścienia Nibelunga i została uznana za najlepszą interpretatorkę kobiecych ról Wagnerowskich. 26 lipca 1882 roku wystąpiła w Bayreuth w roli Kundry w prawykonaniu misterium scenicznego Parsifal, z Hermannem Winkelmannem w roli tytułowej; rolę tę wykonywała do 1891 roku.
Z Operą Wiedeńską pożegnała się 31 grudnia 1894 roku rolą Elżbiety w Tannhäuserze Wagnera. Potem dawała koncerty okazjonalnie, pracując jako poszukiwana nauczycielka śpiewu, m.in. szkoląc śpiewaczki operowe Elise Elizzę oraz Hermine Kittel. Ostatni raz wystąpiła publicznie w 1913 roku, w Wiedniu na koncercie z okazji stulecia urodzin Wagnera.

## Galeria ról

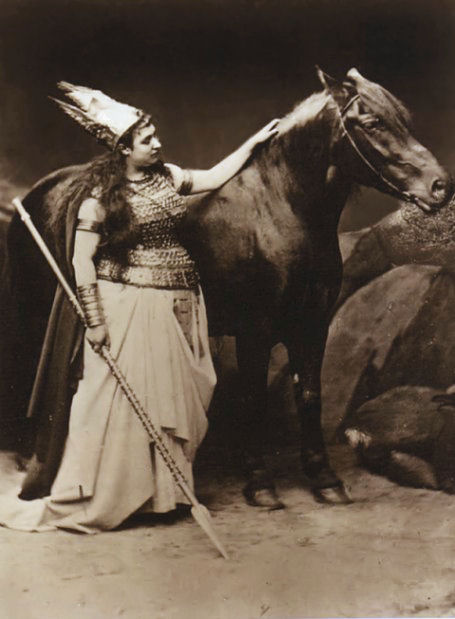
Brunhilda w cyklu Pierścienia Nibelunga z Cocotte grającą rolę konia Grane (Festiwal w Bayreuth, 1876)
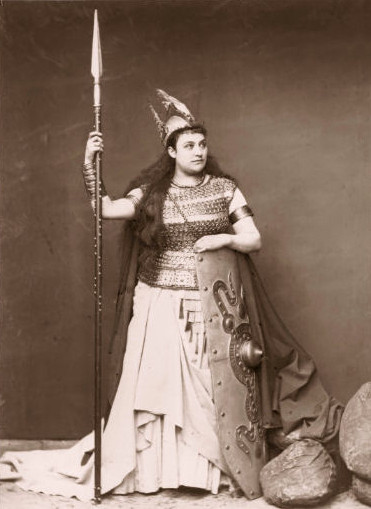
Brunhilda w cyklu Pierścienia Nibelunga (Festiwal w Bayreuth, 1876)
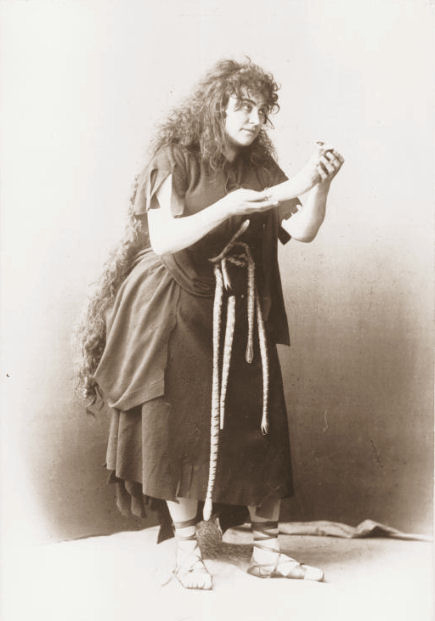
Kundry w Parsifalu (Festiwal w Bayreuth, 1882)
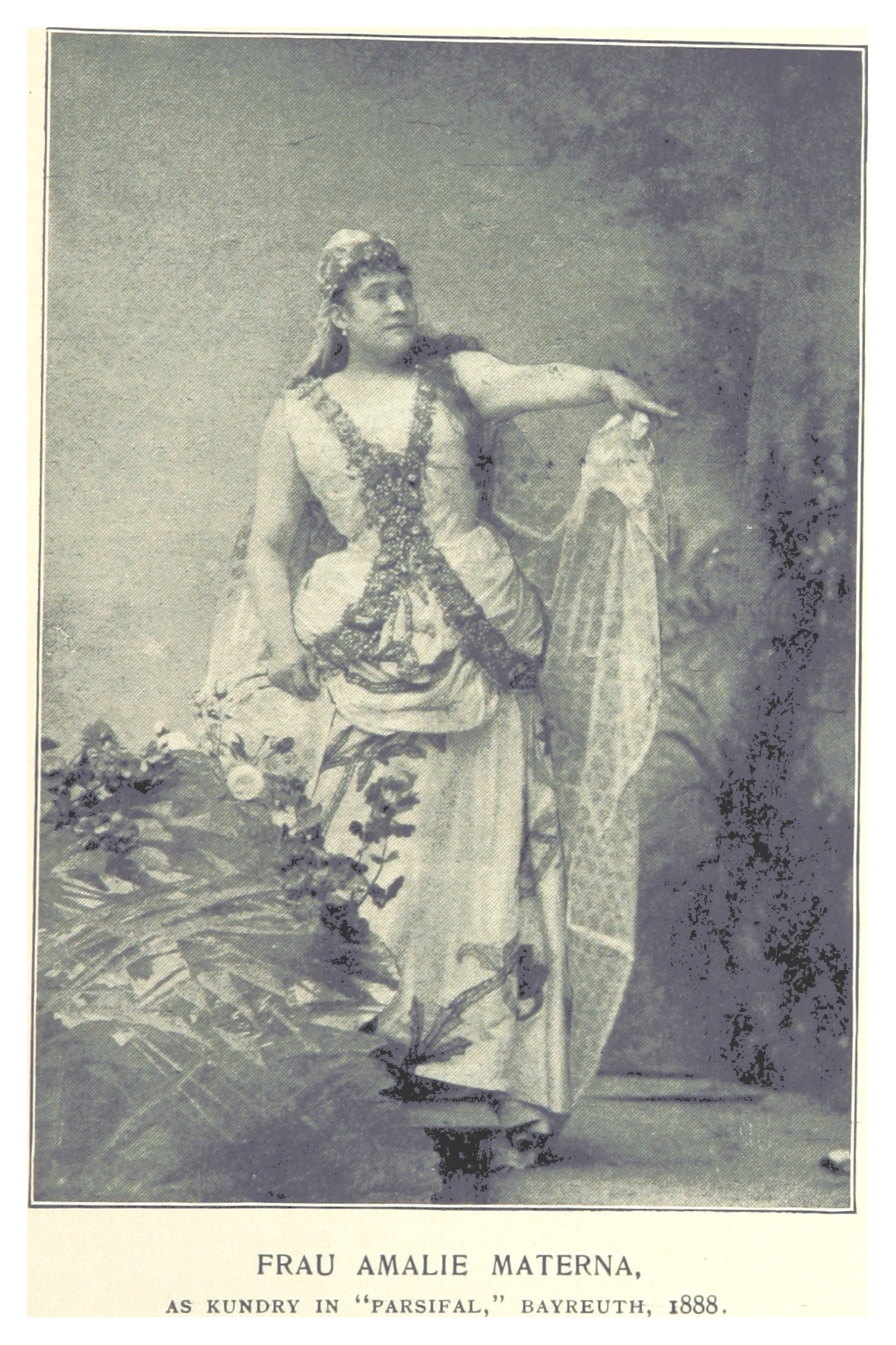
Kundry w Parsifalu (Festiwal w Bayreuth, 1888)
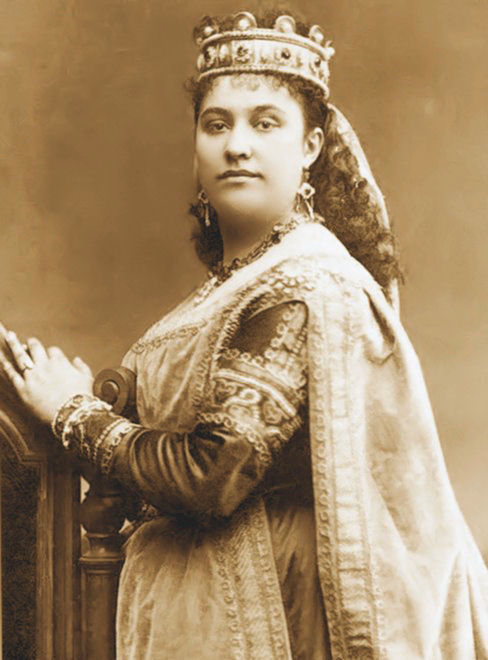
Elżbieta w Tannhäuserze (Metropolitan Opera, 1885)
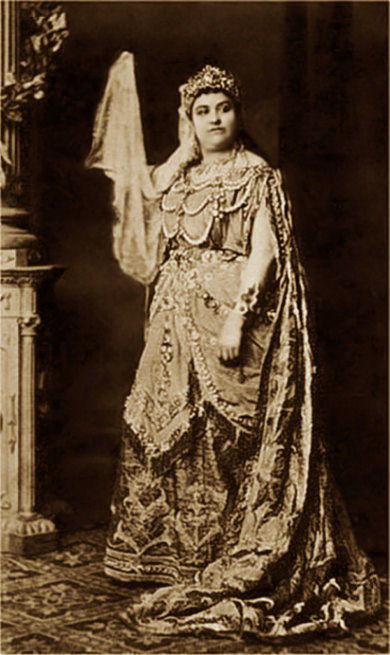
Królowa w Królowej Saby
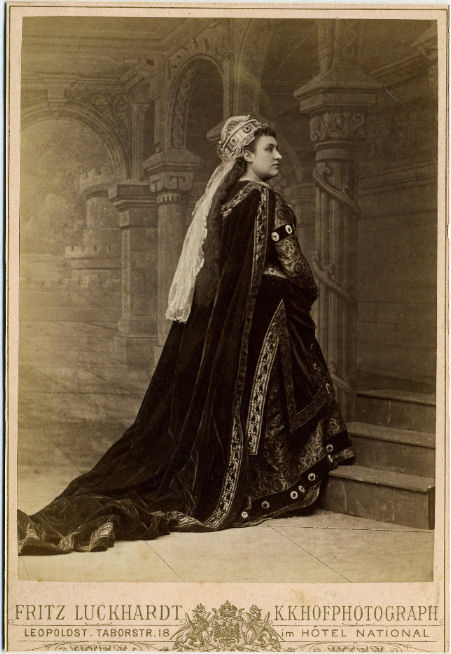
Ortrud w Lohengrinie (Wiedeń, koło 1885)
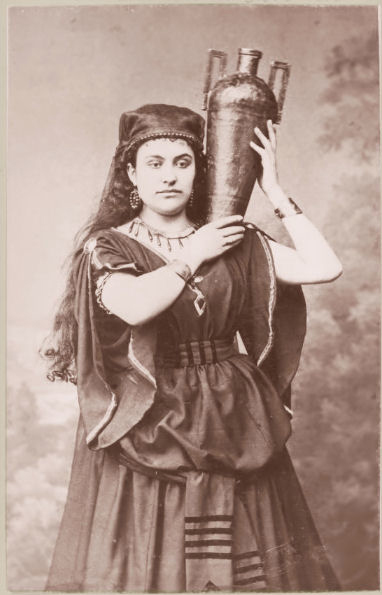
Rachela w Żydówce